# Breslowdikte
De breslowdikte is een manier van meten van melanomen, die in 1970 door Breslow bedacht is. 
De patholoog meet in het operatiepreparaat de dikte van de tumor vanaf de granulosalaag (dit is de derde van de vijf lagen waaruit de menselijke opperhuid bestaat) of vanaf de ulcererende laag tot aan de allerdiepste tumorcel.
De vijfjaarsoverleving is duidelijk gerelateerd aan de breslowdikte. De overlevingskansen stijgen duidelijk als de tumordikte geringer is, en bij een Breslow-dikte van meer dan 3 mm daalt omgekeerd de overlevingskans duidelijk. Tevens is er een groot verschil of de tumor voor- of na het zestigste jaar ontdekt wordt.